# João Teodoro Descourtilz
João Teodoro Descourtilz ou Jean-Theodore Descourtilz (França, circa 1796 - Riacho, município de Santa Cruz, hoje Aracruz, ES, 13 de janeiro de 1855) foi um médico, naturalista, pintor e desenhista francês que viveu vários anos no Brasil fazendo pesquisas geológicas, entomológicas e principalmente ornitológicas.

## Biografia
Não se sabe o local nem data do seu nascimento e muito menos onde fez seus estudos de Humanidades, de Medicina e de Artes. Era filho de Michel Étienne Descourtilz, também dedicado às Ciências Naturais, autor de um livro intitulado Flore pittoresque et médicale des Antilles, publicado com ilustrações de João Teodoro. É provável, portanto, que antes de chegar ao Brasil, Descourtilz já houvesse percorrido diversas possessões francesas, inglesas, neerlandesas e espanholas no Caribe.

### No Rio de Janeiro
O provável ano de seu desembarque no Rio de Janeiro foi 1826, uma vez que em 1831 João Teodoro já havia depositado na biblioteca do Museu Nacional o fruto de suas primeiras pesquisas ornitológicas - um manuscrito ricamente ilustrado sobre os beija-flores observados nas províncias de São Paulo e Rio de Janeiro. Nesse trabalho, referindo-se a determinado beija-flor, confessa que era uma espécie tão rara que em cinco anos de pesquisa só havia conseguido dois exemplares.
Um segundo livro foi escrito e publicado em 1835, com o título Oiseaux brillans et remarquables du Brésil placés prés des végétaux dont les fruits les nourrisent peints sur les lieux par….

### No Espírito Santo
No ano de 1848 (ou 1851) foi mandado pelo Governo Imperial para a província do Espírito Santo para fazer estudos mineralógicos e zoológicos.
Descobriu vestígios de ouro e de ferro na localidade denominada Laurinha, próxima ao Aldeamento Imperial Afonsino. Esse aldeamento foi criado pelo governo provincial para abrigar e catequizar os índios Puris. Porém, a péssima administração e os maus tratos dados aos indígenas provocou a fuga destes e a extinção da aldeia. No local surgiu uma vila que, posteriormente, se transformaria no município de Conceição do Castelo nas cabeceiras do rio Castelo, afluente do Itapemirim.
Em 1851 Descourtilz percorreu o município de Cachoeiro de Itapemirim e localidades próximas, recolhendo vários minerais e uma coleção de cristais, logo enviados para o Museu Nacional. No ano seguinte, parece que começou a dedicar-se mais às aves e insetos que, após estudados, foram igualmente remetidos para o Museu.

## Importância de Descourtilz como naturalista
O Prof. Luís Fábio Silveira, titular de Ornitologia da USP, em pequeno artigo sobre o naturalista francês, observa que "a maioria dos viajantes que por aqui passaram no século XIX pouco acrescentou ao conhecimento dos hábitos e habitats das aves brasileiras, anotando no rótulo dos seus exemplares apenas dados como data e sexo e, às vezes, a procedência exata do material. Os diários de campo, quando divulgados, não acrescentariam muita coisa ao parco conhecimento da avifauna brasileira".
Diferentemente dos demais cientistas, Descourtilz foi um observador interessado e cuidadoso, preocupando-se com a qualidade e veracidade de suas anotações que, embora breves, descreviam com precisão os hábitos e costumes de cada espécie. O texto, mais literário do que puramente científico, uma vez que redigido com graça e até com alguma poesia, vinha sempre acompanhado de pranchas coloridas com a figura da espécie estudada. Excelente desenhista, pintor e aquarelista, Descourtilz foi autor de notáveis reproduções das aves que observou.

### Falecimento
O naturalista francês faleceu no início do ano de 1855 na localidade denominada Riacho, junto à vila de Santa Cruz, hoje Aracruz, onde foi enterrado. Morreu por envenenamento causado pelas substâncias arsenicais de que fazia uso para a dissecação dos animais que preparava.